# Stará hora (Krkonoše)
Stará hora (německy Altenbergkoppe) je vrchol v České republice ležící ve východních Krkonoších.

## Poloha
Stará hora se společně se sousedním Špičákem nachází v jižním zakončení Dlouhého hřebenu. Tyčí se asi 1,5 km severozápadně od obce Horní Maršov a 5 km severně od Janských Lázní. Kromě severní strany, kde pokračuje masív Dlouhého hřebenu, jsou svahy hory příkré a se značným převýšením. Od jihozápadně umístěného Špičáku jí odděluje sedlo s nadmořskou výškou přibližně 800 metrů. Hora se nachází na území Krkonošského národního parku.

## Vodstvo
Západní svah Staré hory je obtékán Malou Úpou, východní Lysečinským potokem. Oba vodní toky jsou levými přítoky Úpy.

## Vegetace
Vrchol a menší část svahů pokrývají paseky vzniklé vykácením jinde setrvávajících smrkových monokultur. V prostoru osady Stará Hora na jižním svahu se nachází luční enkláva.

## Komunikace
V prostoru Staré hory se nacházejí pouze lesní cesty horší kvality nebo lesní pěšiny. Po jedné z nich prochází sedlem mezi ní a Špičákem zeleně značená turistická trasa 4250 Spálený Mlýn - Horní Maršov. Z ní na jihovýchodním svahu odbočuje modře značená trasa 1817 do Janských Lázní. Ta je ve spodní části svahu Staré hory sledována křížovou cestou.

## Stavby
Na jižním svahu Staré hory se nachází stejnojmenná horská osada spadající pod Horní Maršov. Od roku 1935 až do roku 1980 se nacházel na jejím vrcholu 50 m vysoký "triangl", označující triangulační bod evropského měření. Na úpatí nad temným dolem stojí pod křížovou cestou kaple sv. Anny.